# Neoneella
Neoneella is een geslacht van wantsen uit de familie van de Miridae (Blindwantsen). Het geslacht werd voor het eerst wetenschappelijk beschreven door Costa Lima in 1942.

## Soorten
Het genus bevat de volgende soorten:

- Neoneella argentina Carvalho, 1960
- Neoneella bosqi Carvalho, 1946
- Neoneella milzae Carvalho, 1946
- Neoneella minuscula Carvalho, 1985
- Neoneella paranaensis Carvalho, 1946
- Neoneella uruguayensis Carvalho, 1985
- Neoneella zikani Costa Lima, 1942